# Teton Village
Teton Village è un census-designated place degli Stati Uniti d'America, situato nella Contea di Teton nello stato del Wyoming. Nel censimento del 2010 la popolazione era di 330 abitanti.

## Geografia fisica
Secondo i rilevamenti dell'United States Census Bureau, la località di Teton Village si estende su una superficie di 13,0 km², tutti occupati da terre.

## Popolazione
Secondo il censimento del 2000, a Teton Village vivevano 175 persone, ed erano presenti 44 gruppi familiari. La densità di popolazione era di 13,5 ab./km². Nel territorio comunale si trovavano 396 unità edificate. Per quanto riguarda la composizione etnica degli abitanti, il 98,86% era bianco e l'1,14% proveniva dall'Asia. La popolazione di ogni razza ispanica corrispondeva all'1,71% degli abitanti.
Per quanto riguarda la suddivisione della popolazione in fasce d'età, il 13,1% era al di sotto dei 18, il 7,4% fra i 18 e i 24, il 27,4% fra i 25 e i 44, il 32,0% fra i 45 e i 64, mentre infine il 20,0% era al di sopra dei 65 anni di età. L'età media della popolazione era di 47 anni. Per ogni 100 donne residenti vivevano 116,0 uomini.